# Ixora bartlingii
Ixora bartlingii är en måreväxtart som beskrevs av Adolph Daniel Edward Elmer. Ixora bartlingii ingår i släktet Ixora och familjen måreväxter. Inga underarter finns listade i Catalogue of Life.